# Bizánci–bolgár háború (894–896)
A 894 és 896 között vívott bizánci–bolgár háború a Bizánci Birodalom és az Első dunai bolgár birodalom között zajlott. A bolgárok vallási-kulturális függetlenedési törekvéseire válaszul Bölcs Leó császár kereskedelmi korlátozásokat vezetett be, amelyekkel jelentősen megnövelte a bolgár kereskedők költségeit; erre I. Simeon fejedelem fegyverhez nyúlt.  
Az első bizánci vereségeket követően Bölcs Leó az etelközi magyarok segítségét kérte, akiket flottája 895-ben átszállított az Al-Dunán. A magyarok legyőzték a Simeon vezette bolgár sereget, végigpusztították az országot, majd hazatértek. Simeon békét kért, de szándékosan késleltette a tárgyalásokat, míg segítséget nem tudott kérni a magyarok keleti szomszédaitól, a besenyőktől. Velük közösen két oldalról megtámadta a magyarokat és a Déli-Bug menti csatában súlyos vereséget mért rájuk. A két ellenség közé szorult magyarok ezután elhagyták szállásterületüket és átköltöztek a Kárpát-medencébe. 
Miután biztosította a hátát, Simeon a bizánciak felé fordult, akik felett a bulgarophügoni csatában döntő győzelmet aratott. Bölcs Leó békét kért, hajlandó volt eltörölni a kereskedelmi korlátozásokat, éves adót fizetett a bolgároknak és egy kisebb területet is átengedett nekik. 

## Háttér

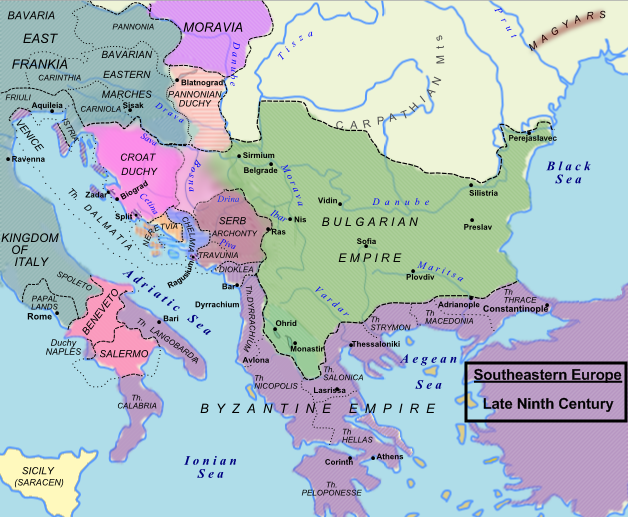
Bulgária a 9. század második felében

I. Borisz fejedelem uralkodása alatt (852–889) a dunai bolgárok birodalma nagy változásokon ment keresztül. Előbb a fejedelem és családja keresztelkedett meg, majd bizánci misszionáriusok segítségével a népet is megtérítették. Kidolgozták a szláv nyelv ábécéjét és megkezdték az első (alapvetően egyház) irodalmi alkotások lejegyzését. Borisz a konstantinápolyi pátriárka és a római pápa között egyensúlyozva elérte, hogy a bolgár ortodox egyház szervezetileg önálló legyen, ne függjön a görögök császárától. A nemesség még így is sokáig húzódozott a fejedelem újításaitól, attól tartva hogy a kereszténység felvételével országuk bizánci befolyás alá kerül.
Az idős Borisz 889-ben kolostorba vonult vissza és a kormányzást legidősebb fiára, Vladimirra bízta. Ő azonban megpróbálta visszahozni a régi pogány vallást, ezért a feldühödött Borisz 893-ban visszatért, elfogatta és megvakíttatta Vladimirt (hogy bizánci szokás szerint alkalmatlanná tegye az uralkodásra) és a trónra harmadik fiát, Simeont ültette. A változásokat az ugyanebben az évben tartott preszlavi zsinaton szentesítették, ahol egyidejűleg döntés született arról is, hogy az egyházi liturgiában a görög nyelvet az ószláv váltja fel és elűzik a görög papokat, hogy helyükre bolgárok kerüljenek. Borisz ezekkel a határozatokkal biztosította állama kulturális és vallási függetlenségét és egyidejűleg elsimította nemessége aggályait. Mindez súlyosan sértette a bizánci érdekeket.

## Előzmények

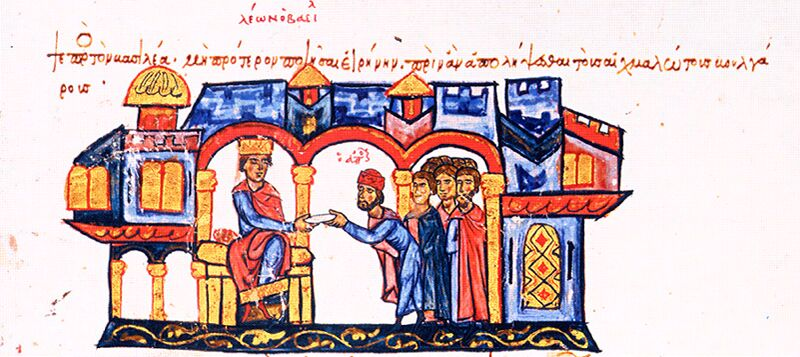
Bolgár követek Bölcs Leó előtt (Madridi Szkülitzész)

Bölcs Leó császár főminisztere (és apósa), Sztülianosz Zautzész 984-ben meggyőzte a császárt, hogy válaszul helyezze át a bolgárok piacát Konstantinápolyból Thesszalonikibe. A bolgár kereskedőknek addig megengedték, hogy Konstantinápolyban lakjanak a saját kolóniájukban és adóik mérsékeltek voltak. Az átköltöztetéssel a bolgárok elvesztették hozzáférésüket a világ minden tájáról a bizánci fővárosba érkező árukhoz, csak közvetítőkkel vehették meg azokat; és ezek közvetítők jórészt Sztülianosz Zautzész üzletfelei és barátai voltak. Ezenkívül Thesszalonikiben adóik is jelentősen magasabbak lettek.
Theophanes Continuatus bizánci történetíró a következőképpen ír a konfliktusról: "A háború oka a következő volt: Sztülianosz Zautzész baszileopátornak volt egy Muszikosz nevű eunuch rabszolgája. Összebarátkozott a hellászi Sztaurakiosszal és Kozmasszal, akik nyereségvágyó és mohó kereskedők voltak. Meggazdagodási vágyukban és Muszikosz közvetítésével a bolgárok piacát a fővárosból [Konstantinápolyból] Thesszalonikibe helyezték át és a bolgárokat súlyosabb vámokkal adóztatták. Amikor a bolgárok elmondták a problémát Simeonnak, ő tájékoztatta Leó császárt. A Zautzész felé hajló császár mindezt csekélységnek tartotta. Simeon feldühödött, és fegyvert fogott a rómaiak ellen."(Chronographia)
A kereskedők kiűzése súlyos csapást jelentett a bolgár gazdasági érdekekre. A kereskedők panasszal fordultak Simeon fejedelemhez, aki követeket küldött Leóhoz, a császár viszont nem válaszolt. Simeon, aki a bizánci krónikások szerint csak az ürügyet kereste a háborúra és meg akarta magának szerezni a bizánci trónt, erre seregével megtámadta a birodalmat. A mai történészek szerint valószínűtlen, hogy már ekkor efféle ambíciói lettek volna, mert Simeon csak előző évben került a trónra és még konszolidálnia kellett uralmát; katonai akciójával csak a bolgár kereskedelmi érdekeket védelmezte.

## Az első hadjárat és a magyarok behívása
894 nyarán Simeon betört Trákiába, míg a bizánci hadsereg nagyobbik része keleten, az arab határvidéken volt lekötve. A császár sietve összeszedett egy sereget, amelyet kazár zsoldosokkal és a testőrségével egészített ki; ennek vezetését Prokopiosz Krenitészre bízta. Az Adrianopolisz környékén vívott csatát a bizánciak elvesztették, parancsnokaikat a bolgárok megölték. A kazárok többsége fogságba esett és Simeon levágott orral küldte őket vissza Konstantinápolyba "a rómaiak szégyenére". A bolgárok feldúlták Kelet-Trákiát, majd foglyaikkal visszavonultak.
A szégyenteljes kudarcot követően a bizánciak a bolgároktól északra, az Al-Duna és a Dnyeper között élő magyarokhoz fordultak segítségért. 894-ben vagy 895-ben a császár Nikétasz Szkleroszt küldte követségbe a magyar fejedelemhez, akit "ajándékokkal" rávettek a bolgárok megtámadására. 894 őszén Bölcs Leó egy bizonyos Anasztaszioszt Arnulf keleti frank királyhoz is elküldött Regensburgba. Ennek a követségnek a célja nem ismert, de valószínűleg arra kérték a frankokat hogy ne segítsék meg a bolgárokat annak a szövetségi szerződésnek megfelelően, amelyet Arnulf még Simeon elődjével, Vladimirral kötött.
895 elején visszahívták Dél-Itáliából a tapasztalt Niképhorosz Phókasz hadvezért és egy újabb nagy hadsereg élén a bolgárok ellen küldték. Míg Simeon hadereje nagy részét a déli határon tartotta Phókasz feltartóztatására, Eusztathiosz Argürosz a bizánci flottával északra hajózott, hogy átszállítsa a magyarokat a Dunán. Bölcs Leó még követet, Kónsztantinakioszt küldött Simeonhoz, hogy próbálja rávenni a békekötésre, de a fejedelem kémkedéssel vádolta és őrizetbe vétette a diplomatát. Simeon láncokkal záratta le a Dunát és a hadsereg zömét északra vitte, de a bizánciak átvágták a láncokat és sikeresen átszállították a Liüntika, Árpád fia által vezetett magyar sereget a folyón. A magyarok súlyos vereséget mértek a Simeon által személyesen vezetett bolgárokra és a fejedelem a Duna-menti Drasztar várában keresett menedéket. Liüntika ezután akadálytalanul dúlt és fosztogatott, lovasai egészen a bolgár főváros, Preszlav határáig eljutottak. A magyarok ezután eladták több ezer foglyukat a bizánciaknak, majd visszavonultak északra.

## Béketárgyalások

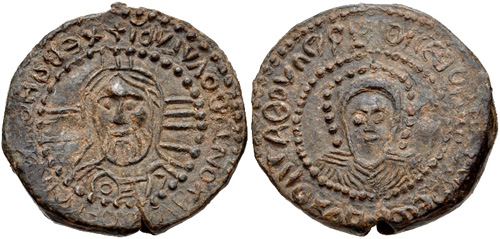
I. Simeon pecsétje

Simeon ezután Eusztathioszon keresztül békét kért Leótól és megígérte hogy visszaadja a bizánci foglyokat, de valójában csak időt akart nyerni, hogy külön bánhasson el a magyarokkal. Leó császár utasította Eusztathioszt és Niképhorosz Phókaszt hogy vonuljanak vissza és elküldte León Khoiroszphaktészt a bolgár fejedelemhez, hogy tárgyalja meg a béke feltételeit. Simeon azonban nem siette el a tárgyalásokat, a követet egyik erődjében gyakorlatilag őrizetben tartotta és különböző indokokkal halogatta a fogadását. Leveleket küldött neki, amelyekben kifogásolta a bizánci javaslatok megfogalmazását, tisztázni akarta a szóhasználatot, újabb követelésekkel állt elő. A legnagyobb vita a fogolycsere körül zajlott (a bizánciak a 894-es trákiai betörés során hajtottak el számos ottani lakost. Simeon így írt egyik köntörfalazó levelében: "A Te császárod tavalyelőtt a legcsodálatosabb módon megjósolta nekünk a napfogyatkozást és annak időpontját, nemcsak hónapra, hétre vagy napra, hanem órára és másodpercre pontosan. És azt is elmagyarázta nekünk, hogy a holdfogyatkozás meddig fog tartani. És úgy mondják, sok egyéb dolgot is tud az égitestek mozgásáról. Ha ez igaz, akkor bizonyára tud a foglyokról is; és ha tud, akkor azt is megmondta néked, hogy szabadon fogom-e engedni őket, vagy inkább megtartom. Tehát prófétáld meg egyiket vagy a másikat és ha tudod a szándékaimat, akkor megkapod a foglyokat a próféciád és a követséged jutalmául, Istenre esküszöm! Üdvözlet!"}}
Khoiroszphaktész kétértelműen válaszolt, mire Simeon kétségbevonta Bölcs Leó jövőbelátó képességeit és egyelőre nem volt hajlandó szabadon engedni a foglyokat.

## A magyarok és a bizánciak veresége
Míg a bizánci követtel levelezett, Simeon követséget küldött a magyarok keleti szomszédaihoz, a besenyőkhöz. 896 elején a bolgárok és a besenyők két oldalról támadtak a magyarokra. A Déli-Bug mellett a bolgárok hosszú és véres csatában (állítólag a győztes fél is 20 ezer lovast vesztett) legyőzték a magyarokat. Eközben a besenyők kelet felől támadtak és a két tűz közé szorult magyarok végül feladták szállásterületüket és a Kárpátokon átkelve áttelepültek a Kárpát-medencébe.

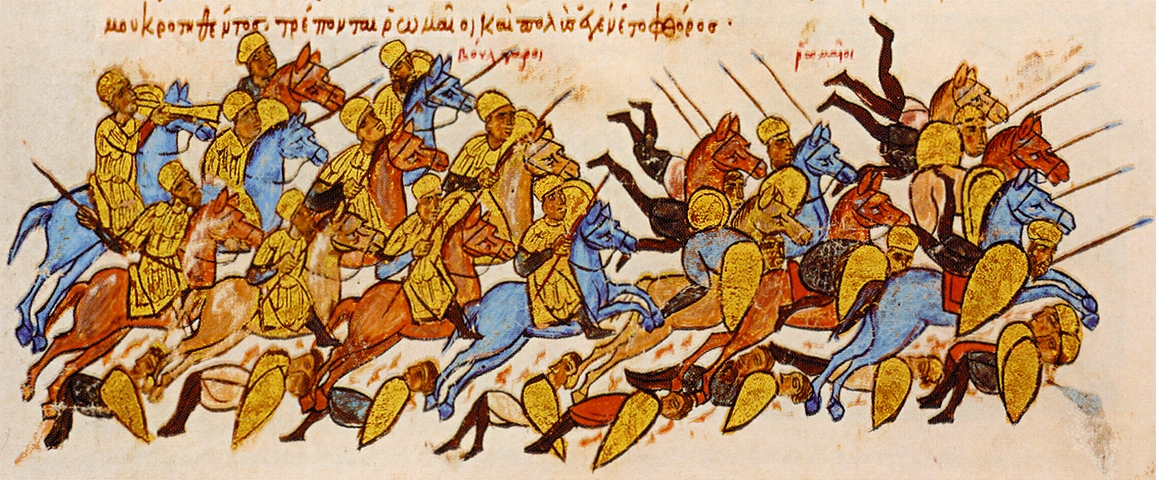
A bizánciak megfutamodnak a bulgarophügoni csatában (Madridi Szkülitzész)

Simeon így biztosította a hátát és diadalmasan visszatérve Preszlavba azt követelte a bizánciaktól, hogy a további béketárgyalások feltételeként azonnal engedjék el a bolgár foglyokat Bölcs Leó nehéz helyzetben volt, mert keleten az arabok szorongatták, trákiai seregét pedig már nem a tehetséges Niképhorosz Phókasz vezette (aki 896 elejére meghalt vagy Sztülianosz Zautzész intrikáinak hatására kegyvesztetté vált); így a császár kénytelen volt engedni. Leo Khoiroszphaktész és a bolgár fejedelem bizalmasa, Theodórosz Konstantinápolyba utazott, ahol szabadon engedték a foglyokat. Simeon érezte bizánciak gyengeségét és azt állítva, hogy nem minden foglyot engedtek el, 896 nyarán betört Trákiába. A bizánciak sietve békét kötöttek az arabokkal és minden nélkülözhető katonájukat a Balkánra szállították. A sereg élére León Katakalon testőrparancsnokot állították, aki azonban nem ért fel Phókasz képességeihez. A bulgarophügoni csatában aztán súlyos vereséget szenvedtek, katonáik többsége elesett, köztük a parancsnok helyettese, Theodosziosz prótovesztiariosz is; Katakalonnak néhány túlélővel együtt sikerült elmenekülnie. A mészárlást megtapasztaló egyik katona, Oszlopos Lukács a vallásban keresett vigaszt, remetének állt és 45 évig egy oszlop tetején élt.
A bizánci krónikák nem részletezik, hogy mi történt ezután, de a kortárs arab történetíró, Muhammad ibn Dzsarír at-Tabari szerint a bolgárok Konstantinápolynak indultak és a császár annyira pánikba esett, hogy az arab hadifoglyokat akarta felfegyverezni, hogy szabadságukért cserébe harcoljanak a bolgárokkal. Erre azonban nem került sor. Az elkövetkező béketárgyalások során a bizánciak elfogadták Simeon követeléseit.

## Következmények

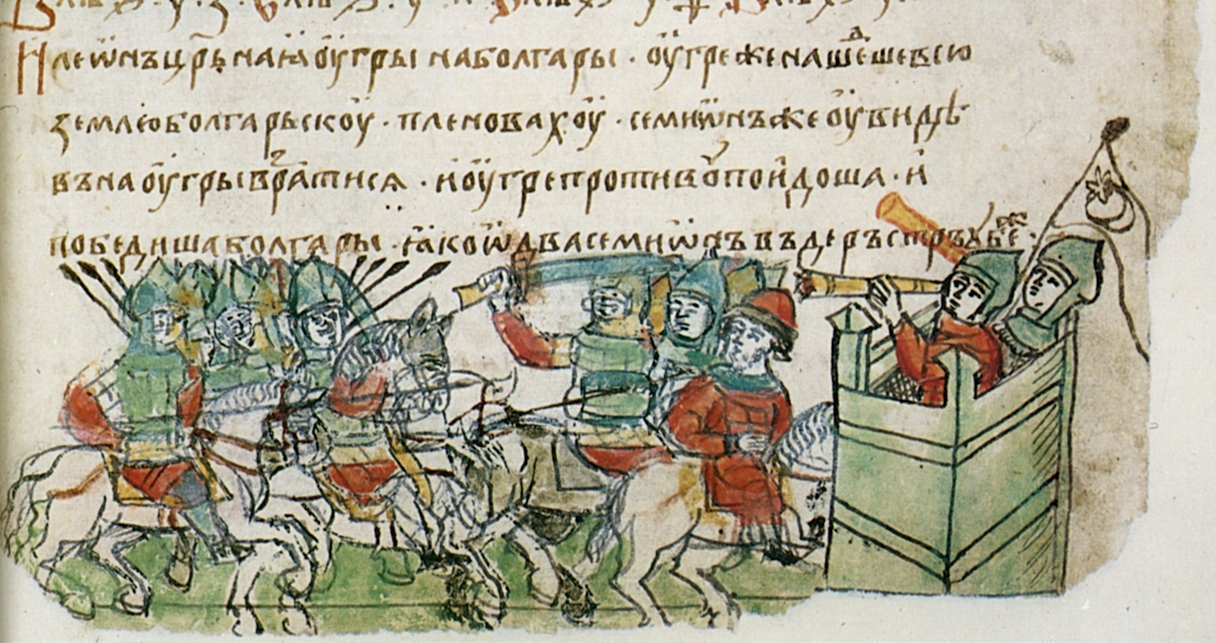
A 894–896-es bizánci-bolgár háború (Radziwiłł-krónika

A háború következtében a Bolgár Birodalom lett a Balkán domináns állama. A bizánciak eltöröltek minden kereskedelmi korlátozást és éves adót fizettek nekik. Ezenfelül elvesztették a Fekete-tenger és a Sztrandzsa hegység közötti régiót. A bolgárok cserébe elengedték a foglyaikat, állítólag 120 ezer embert. A békeszerződés Bölcs Leó 912-es haláláig maradt érvényben, bár Simeon megszegte Thesszaloniki 904-es megtámadásával.
A diadal után Simeon birodalomépítő terveket kezdett szövögetni, meg akarta szerezni a császári trónt is. Tudatában volt azonban annak, hogy addig még hosszú út vár rá, mindenesetre ambiciózus építkezési programba kezdett, hogy Preszlav felvehesse a versenyt Konstantinápollyal. A Nyugat-Balkánon is sikerült csökkentenie a bizánci befolyást és saját szövetségesévé tette Petar Gojniković szerb fejedelemet.
A magyarok pusztítása arra is ráébresztette Simeont, hogy mennyire védtelen egy északról érkező támadás ellen. A későbbiekben igyekezett gátat emelni a bizánci diplomácia hasonló próbálkozásai elé és jó kapcsolatokat tartott fenn a szerbekkel és besenyőkkel. Így 917-ben a bizánciaknak egyedül kellett szembeszállniuk a bolgárokkal és az ankhialoszi csatában történelmük egyik legsúlyosabb vereségét szenvedték el.

## Fordítás
- Ez a szócikk részben vagy egészben  a   Byzantine–Bulgarian war of 894–896 című angol Wikipédia-szócikk ezen változatának fordításán alapul.  Az eredeti cikk szerkesztőit annak laptörténete sorolja fel. Ez a jelzés csupán a megfogalmazás eredetét és a szerzői jogokat jelzi, nem szolgál a cikkben szereplő információk forrásmegjelöléseként.